# Kevin Yagher
Kevin Yagher (* 23. Juni 1962 in Illinois, USA) ist ein US-amerikanischer Spezialeffektkünstler und -Fachmann und ebenso für Makeup verantwortlich.

## Leben
Mit seiner eigenen Firma Kevin Yagher Productions war er ab den 1980er Jahren für die Effekte zahlreicher Filme, darunter Applejuice, Starship Troopers, Mission: Impossible II und Nightmare 2: Die Rache verantwortlich.
Für den Film Chucky – Die Mörderpuppe entwarf er das Design der Puppe Chucky. Bei den Dreharbeiten zu dem Film lernte er seine spätere Frau, die Schauspielerin Catherine Hicks, kennen. 1990 heirateten sie, zwei Jahre später wurde ihre gemeinsame Tochter geboren.
Yagher war auch als Regisseur tätig. Er übernahm die Regie bei einigen Episoden der Serie Geschichten aus der Gruft und inszenierte 1996 Hellraiser IV – Bloodline, den vierten Teil der Hellraiser-Reihe. Es kam jedoch zu einem Zerwürfnis mit den Produzenten des Films und Yagher wollte nicht mehr mit dem Film in Verbindung gebracht werden. So wurde statt seines Namens das Pseudonym Alan Smithee für den Regisseur verwendet.
Für den Film Sleepy Hollow aus dem Jahr 1999 verfasste Yagher das Drehbuch und war als Produzent tätig.
Sein Bruder Jeff Yagher ist als Schauspieler tätig.